# N-фенил-N’-изопропил-пара-фенилендиамин
N-фенил-N’-изопропил-пара-фенилендиамин (торговая марка в России — Диафен ФП) — органическое соединение, обычно используемое в качестве антиоксиданта в каучуках. Как и другие антиозонанты на основе п-фенилендиамина, он действует благодаря своей низкой энергии ионизации, что позволяет ему вступать в реакцию с озоном быстрее, чем озон вступит в реакцию с резиной. Эта реакция превращает его в соответствующий аминоксильный радикал (R2N-O•), при этом озон превращается в гидропероксильный радикал (HOO•), затем эти частицы могут быть удалены другими антиоксидантными полимерными стабилизаторами.
IPPD подвержен процессу, называемому распусканием, при котором он мигрирует на поверхность резины. Это может быть полезно для шины, поскольку озон воздействует на поверхность шины, и, следовательно, распускание перемещает антиозонант туда, где он наиболее необходим, [4] однако это также увеличивает вымывание IPPD в окружающую среду. Многие производители шин перешли на использование 6PPD вместо этого, поскольку это происходит медленнее. Окисление IPPD превращает центральное фенилендиаминовое кольцо в хинон.